# Drongnyen Deru
'Drongnyen Deru (tibétain : འབྲོང་གཉན་ལྡེ་རུ།, Wylie : vBrong gnyan ldevu, THL : Drongnyen Deru ; également, tibétain : འབྲོམ་སྙན་ལྡེའུ་, Wylie : brom snyan lde'u, THL : drom nyen dé'u ce qui donne en chinois : 仲宁德乌 ; pinyin : zhòngníng déwū) est dans la liste traditionnelle des rois du Tibet de la dynastie Yarlung, le trentième cité.